# World of Warcraft: The Burning Crusade
World of Warcraft: The Burning Crusade (em português, World of Warcraft: A Crusada Ardente) é um pacote de expansão para o jogo World of Warcraft. Foi lançado em 16 de janeiro de 2007 à meia-noite local na Europa e na América do Norte, vendendo cerca de 2,4 milhões de cópias apenas no dia do lançamento e tornando-o o jogo de PC mais vendido na época. Aproximadamente 3,53 milhões de cópias foram vendidas no primeiro mês de lançamento, incluindo 1,9 milhão na América do Norte, mais de cem mil cópias na Austrálasia e quase 1,6 milhão na Europa.
Nessa expansão, uma extensa variedade de itens foram adicionados, além de duas novas raças denominadas Elfos Sangrentos e Draenei, bem como também novos cenários.
Os Elfos Sangrentos são uma raça da Horda (Horde). Usam Falcostruz como montaria racial. A zona inicial deles é Floresta do Canto Eterno e a capital é Luaprata. Os Draenei são a nova raça da Aliança (Alliance). Sua montaria racial são os Elekk. Sua zona inicial é a ilha Névoa Azul e a capital é Exodar.
Nessa expansão da série Warcraft foi lançada um novo mundo chamado Terralém, que se encontra do outro lado do Portal Negro, mundo onde a Burning Crusade e a caçada às forças do mal começa. A expansão traz também duas novas profissões, joalheiro (Jewelcrafter) que pode fazer anéis e pedras para encantar os equipamentos e encantador (Enchanter) que pode destruir itens sem utilidade e transformá-los em encantos para outros itens.
Os jogadores de World of Warcraft: The Burning Crusade poderão também expandir o seu nível para nível 70, onde terão novos equipamentos, e onde poderão também controlar um novo tipo de montaria, as montarias voadoras, que os permitem ver o novo continente de Terralém numa nova perspectiva, onde os End-Boss High Content PVE serão Illidan Tempesfúria e Laris StormKeeper que são encontrados no Templo Negro, uma nova raide de 25 jogadores. Juntamente nessa expansão também é possível enfrentar Kael'thas Andassol na Fonte da Nascente do Sol, raide localizada na ilha de Quel'Danas, onde também se pode fazer a masmorra de 5 jogadores mais difícil da expansão, Magister's Terrace, onde serão testadas as habilidades do seu herói em busca da vingança contra quem uma vez aprisionou os Elfos Noturnos. A temporada final dessa expansão, é o Set PVP Brutal Gladiator, onde o mesmo pode ser adquirido apenas com Pontos de Arena, conseguidos através de disputas de brackets 2x2,3x3 ou 5x5. Enquanto a High Gear que se pode adquirir é através de raides com tokens que são dropados aleatoriamente pelos bosses, em que cada token beneficia 3 classes específicas, forçando os players a decidirem e manterem prioridade aos jogadores principais.